# Scurrula elata
Scurrula elata är en tvåhjärtbladig växtart som först beskrevs av Michael Pakenham Edgeworth, och fick sitt nu gällande namn av Danser. Scurrula elata ingår i släktet Scurrula och familjen Loranthaceae. Inga underarter finns listade i Catalogue of Life.